# ناثان باسكرفيل
ناثان باسكرفيل هو سياسي أمريكي، ولد في 1981 في مقاطعة فانس في الولايات المتحدة. نشط حزبياً في الحزب الديمقراطي. وقد انتخب عضو مجلس نواب كارولينا الشمالية ‏.